# Ascarza (Álava)
Ascarza (en euskera/vasco y oficialmente Askartza) es un concejo del municipio de Vitoria, en la provincia de Álava, País Vasco (España).

## Toponimia
En el año 1025 en la Reja de San Millán, consta como Hascarzaha. En 1257 se menciona como Escarça. En 1332, Ascarza y en 1351 Ascarça. En 2001, la Real Academia de la Lengua Vasca-Euskaltzaindia propuso Askartza Gasteiz.

## Despoblados
Forman parte del concejo una fracción de los despoblados de:
- San Román de Ascarza (actualmente Durruma).[4]
- Petriquiz (actualmente Petrukiz).

## Localización
El concejo está ubicado a 5 kilómetros de Vitoria y se accede a él por la A-132, la carretera de Estella y forma parte de la Zona Rural Este de Vitoria.
|               | Norte: Ilárraza |                 |
| Oeste: Arcaya |                 | Este: Argandoña |
|               | Sur: Otazu      |                 |

## Geografía
El concejo está situado a orillas del arroyo Errekaberri, los vecinos recurren a la balsa de Otazu y Ullíbarri de los Olleros, para el suministro de agua para el riego, junto con otros pueblos (para el uso sanitario esta conectado a la red de Vitoria junto con otros pueblos del ayuntamiento también). Su mayor elevación es Durruma, con 571 m s. n. m..
La línea del ferrocarril Madrid-Irún atraviesa el territorio por el Norte y este concejo es además parte del Camino de Santiago. A pesar de que la ruta atravesó la localidad, hoy en día los peregrinos tienen que desviar su trayectoria por la carretera cercana al pueblo, ya que el bosque y las fincas de labranza han cortado el camino original, a partir de hacer la parcelaria, en los años 70.

## Historia
Ascarza es una de 43 aldeas que se reunieron a Vitoria en diferentes tiempos y ocasiones, y que al segregarse en 1840 la Cuadrilla de Añana permaneció en la Cuadrilla de Vitoria.
A mediados del siglo XIX, cuando formaba parte del ayuntamiento de Elorriaga, tenía 49 habitantes. Aparece descrito en el tercer volumen del Diccionario geográfico-estadístico-histórico de España y sus posesiones de Ultramar de Pascual Madoz de la siguiente manera:

ASCARZA: l. en la prov. de Alava, dióc. de Calahorra (19 leg.), vicaria y part. jud. de Vitoria (1), y ayunt. de Elorriaga (½): sit. en un llano bastante fértil y sano. Tiene igl. parr. (San Miguel Arcángel), servida por 1 beneficiado: confina al N. Ilarraza, al E. Argandoña, al S. Aberasturi, y al O. Arcaya; conserva 1 torrean ant. llamado del Conde del Vao; recorre el térm. 1 riach., que enriquecido con as aguas del invierno, da impulso en esta época á 1 molino harinero. Los caminos locales y malo, y el correo se recibe de Vitoria: prod. cereales, legumbres, algunas frutas y hortalizas que concurren al abasto de los mercados de Vitoria: cria algun ganado vacuno y lanar: pobl.: 8 vec., 49 alm.: contr. (V. Alava intendencia).
(Madoz, 1846, p. 35)

Décadas después, ya en el siglo XX, se describe de la siguiente manera en el tomo de la Geografía general del País Vasco-Navarro dedicado a Álava y escrito por Vicente Vera y López:

Ascarza.—Aldea separada de Vitoria 5,150 metros, con 22 viviendas, 17 de dos pisos y 5 de uno. De hecho y derecho tiene 110 almas, de las que son varones 55 é igual número de hembras. Su templo parroquial, dedicado á San Miguel Arcángel, pertenece al arciprestazgo de Armentia y es parroquia rural de segunda clase; tiene además la ermita de San Román. Carece de escuela pública y los niños concurren á la de Arcaya, distante unos 1,500 metros. Situada en terreno bastante llano, confina al N. con Ilárraza, al S. con Aberásturi, al E. con Argandoña y al O. con Arcaya. Su suelo, fértil y abundante en aguas, produce cereales, legumbres, hortalizas y frutas. Cría algún ganado vacuno, caballar y lanar.

Comunica con Vitoria por la carretera de esta ciudad á Estella. En la aldea se conservan los restos del antiguo torreón llamado del conde de Vao. Su incorporación á Vitoria data del año 1338.
(Vera y López, 1915-1921, pp. 338-339)

### San Román de Ascarza
En este concejo existió también el poblado de San Román de Ascarza. Desde la carretera puede verse una cruz que señala el lugar, al sur del pueblo, donde estuvo la ermita de Durruma, el único vestigio del despoblado. Aunque no queda nada de esa ermita, se sabe que la reconstruyó en 1587 el cantero Pascual de Larrahondo, vecino de Aberásturi.
Por otro lado, cabe reseñar que en la ermita de San Román de Ascarza, previamente iglesia, el 28 de marzo de 1367, fue armado caballero el rey Pedro I de Castilla.

## Demografía
En 2019, Ascarza contaba con una población de 69 habitantes según el Instituto Nacional de Estadística (INE), de los cuales 40 eran hombres y 29 mujeres.
Este incremento de habitantes se debe a la instalación de una residencia para ancianos, localizado por la entrada del pueblo.
| Gráfica de evolución demográfica de Ascarza (Álava) entre 2000 y 2019 |
|                                                                       |
| Población (2000-2019) según los censos de población del INE.          |

## Cultura

### Patrimonio material
- Iglesia parroquial de San Miguel Arcángel. Posee una esbelta torre. La iglesia posee una imagen de la Virgen del Rosario, rígida pero majestuosa. La pila bautismal procede del despoblado de Urrialdo y se compró a la iglesia de Aberásturi en 1770.[14]
- También hubo una ermita dedicada a San Sebastián. La imagen de este santo se encuentra en la iglesia parroquial del concejo.
- Molino en mal estado de conservación.[15]
- Fuente Vieja y fuente "Arichet Andi".[16]